# وسیلج
وسیلج (به لاتین: Vasilj}} یک عوارض جغرافیایی در صربستان است که در Knjaževac واقع شده‌است.

## خصوصیات
وسیلج ۷۵۷ نفر جمعیت دارد.